# Mitino (stanice metra v Moskvě)
Mitino (rusky Митино) je stanice Arbatsko-Pokrovské trasy moskevského metra.
Výstavba byla zahájena roku 1992, ale následně byla z finančních důvodů přerušena, do provozu byla uvedena 26. prosince 2009.
V roce 2012 byla trasa prodloužena o následující zastávku Pjatnickoje šosse.

## Charakter stanice
Stanice má standardní rozměry nástupiště situovaného uprostřed (tj. 10 x 162 m) a výšku klenby 6 metrů.